# Ла-Мойлл (Іллінойс)
Ла-Мойлл (англ. La Moille) — селище (англ. village) в США, в окрузі Бюро штату Іллінойс. Населення — 679 осіб (2020).

## Географія
Ла-Мойлл розташована за координатами 41°31′49″ пн. ш. 89°17′0″ зх. д. / 41.53028° пн. ш. 89.28333° зх. д. (41.530150, -89.283271).  За даними Бюро перепису населення США в 2010 році селище мало площу 3,10 км², уся площа — суходіл.

## Демографія
Згідно з переписом 2010 року, у селищі мешкало 726 осіб у 289 домогосподарствах у складі 194 родин. Густота населення становила 234 особи/км².  Було 324 помешкання (104/км²).
Расовий склад населення:
| - 97,5 % — білих - 0,4 % — чорних або афроамериканців |

До двох чи більше рас належало 1,5 %. Частка іспаномовних становила 2,5 % від усіх жителів.
За віковим діапазоном населення розподілялося таким чином: 24,5 % — особи молодші 18 років, 59,2 % — особи у віці 18—64 років, 16,3 % — особи у віці 65 років та старші. Медіана віку мешканця становила 39,9 року. На 100 осіб жіночої статі у селищі припадало 92,6 чоловіків;  на 100 жінок у віці від 18 років та старших — 89,6 чоловіків також старших 18 років.
Середній дохід на одне домашнє господарство  становив 61 269 доларів США (медіана — 50 875), а середній дохід на одну сім'ю — 66 062 долари (медіана — 59 750). Медіана доходів становила 36 786 доларів для чоловіків та 30 855 доларів для жінок. За межею бідності перебувало 5,8 % осіб, у тому числі 9,9 % дітей у віці до 18 років та 2,7 % осіб у віці 65 років та старших.
Цивільне працевлаштоване населення становило 389 осіб. Основні галузі зайнятості: освіта, охорона здоров'я та соціальна допомога — 19,5 %, виробництво — 18,0 %, роздрібна торгівля — 11,6 %, будівництво — 9,3 %.